# عبد اللطيف أبو قورة

عبد اللطيف أبو قورة وسط جوالة الإخوان في الأردن.

عبد اللطيف بن عبده بن صالح أبو قورة (1906 - 2 يناير 1967) ولد في مدينة السلط عام 1324هـ/1906 م وتوفي في مدينة عمان في 21/رمضان/1386 هـ الموافق 2/1/1967 م. وعائلة أبو قوره التي ينتمي إليها الحاج عبد اللطيف ينحدر معظم أفرادها في السلط ثم عمان والأردن بشكل عام إلى جدين هما صالح وابن أخيه خير أبو قوره.
وأيضا ينتسب إلى أبو قورة بطون كثيرة في مصر منها في الشرقية آل بيت متولى فرج على حسين قورة التي يتفرع منه ابنه عبد الوهاب وابنه السيد أبو قورة الذي تفرع منهم السيد وفرج ومحمد وأنور عبد الوهاب ومن بطن السيد متولى عبد الغنى وإبراهيم والسعيد ويتفرع من بطن آل بيت السيد عبد الوهاب أولادة ايهاب وهشام ومحمد وأحمدالسيد قورة وهم من القاهرة
ينسب آل أبو قوره عائلتهم إلى آل البيت من جدهم عبد السلام بن مشيش والذي يتصل نسبه بالإمام الحسن المثنى بن الإمام الحسن السبط بن الإمام علي والسيدة فاطمة بنت الرسول محمد (ﷺ).
يعود بداية استيطان آل أبو قورة في السلط إلى النصف الأول من القرنين الثالث عشر الهجري / التاسع عشر الميلادي، حيث شكل القورات (آل خير أبو قوره) جزء من عشيرة العوامله كبرى عشائر السلط حينئذ. وقد قدم أجداد آل أبو قوره إلى السلط ثم عمان من مدينة دمشق عاصمة ولاية سوريه العثمانية والتي ضمت تاريخيا وجغرافيا إقليم بلاد الشام (سوريه والأردن ولبنان وفلسطين) قبل تقسيم الاستعمار الغربي للمنطقة.

## تعليمه
- تلقى عبد اللطيف أبو قوره علومه الدينية وتخرج من مدارس الكتاتيب (في زمنه) على يد الشيخ عبد الحليم زيد الكيلاني إمام وخطيب مسجد السلط الكبير وقاضي السلط الشرعي.
- ثم استكمل تعليمه من خلال مجالس العلم العديدة في بلده والخارج وخاصة في القاهرة ودمشق.
- كما استفاد الكثير من علاقاته مع زعماء الحركات الإسلامية ومفكريها شرقا وغربا مثل الإمام حسن البنا والدكتور مصطفى السباعي وأبو الأعلى المودودي وأبو الحسن الندوي ومعروف الدواليبي والبشير الإبراهيمي وغيرهم من زعماء وعلماء المسلمين.
- كما اعتمد على نفسه بالدراسة المتعمقة وبناء قاعدة علمية راسخة وثقافة إسلامية واسعة من خلال قراءته ومطالعته لامهات الكتب ومصادر العلوم الدينية والدنيوية في مختلف فروع المعرفة والتي حوتها مكتبته الضخمة التي تعلم منها الكثير وعمل بعلمها، وأورثها لأبنائه من بعده.

## عمله ودعوته
انتقل عبد اللطيف أبو قوره من السلط إلى عمان في مطلع شبابه واشتغل بالتجارة والإعمار والأعمال الحرة، فكان من أول من أسسوا شركة لتجارة السيارات في الأردن حيث كان وكيل سيارات شفروليه وروفر وإسكس في مطلع الثلاثينات من القرن العشرين الميلادي. إلا أنه بعد ذلك وجّه معظم وقته وجهده وماله للعمل الوطني والنشاط الإسلامي. وشارك بنفسه وماله وجهوده في مختلف الميادين في ثورة 1936 م، فاشتغل في جمع السلاح وأذكاء الهمم واثارة النفوس وحمل السلاح بنفسه وشارك كتائب المجاهدين في محاربة الإنجليز والصهاينة منذ وصولهم للمنطقة وقد رقم على الراية التي تقدم فيها إلى أرض المعركة:
نحن الذين بايعوا محمدا على الجهاد ما حيينا أبدا

## إتصاله بالإخوان
بعد ذلك تفرغ الحاج عبد اللطيف تماما للعمل الإسلامي وقام بالاتصال مع الإمام حسن البنا الساعاتي مؤسس جماعة الإخوان المسلمين في مصر (والذي كانت والدته من آل أبو قوره). وقام بزيارة مصر وظل على علاقة مستمرة مع الإمام حيث ضم إلى الهيئة التأسيسية لجماعة الأخوان المسلمين في مصر. ثم سعى لتأسيس الجماعة في الأردن وطلب حضور الوفود إلى عمان ومقابله الملك عبد الله الأول بن الحسين.

## تاسيسه لجماعة الإخوان المسلمين في الأردن
وقد قام وبمساعدة إخوانه بتأسيس الجماعة في الأردن في منتصف الأربعينات من القرن العشرين. وجرى افتتاح أول مقر للجماعة في عمارة أبو قوره- طلوع جبل عمان برعاية وحضور الملك عبد الله الأول.
بعد تأسيس الجماعة انتخب عبد اللطيف ليكون المراقب العام للجماعة في الأردن. وامتازت مرحلة التأسيس أثناء توليه الحركة منذ عام 1945-1953 م بدعوة الناس لاستئناف حياة إسلامية عن طريق إيجاد المجتمع المسلم انطلاقا من القاعدة الشعبية الذي تحكمه أنظمة الإسلام الشاملة الاجتماعية والاقتصادية والسياسية. وشارك الإخوان في الحياة العامة والسياسية فقام عبد اللطيف وإخوانه بالتبرع لشراء وتأسيس وبناء دور ومدارس ومساجد ومراكز وجمعيات خيريه إسلامية لخدمة الشعب والوطن والأمة في كافة المجالات الإنسانية.

## جهاده في فلسطين
شارك الإخوان في حرب اليهود عام 1948 تحت قيادة عبد اللطيف أبو قوره لسرية أبي عبيده التي مثلت الجماعة في جهادهم في سبيل الله عز وجل. وشاركوا في الدفاع عن القدس الشريف وصور باهر وعين كارم والمالحه ورامات راحيل.
استقال عبد اللطيف من الجماعة عام 1953 وكان قد ساهم قبل ذلك (وبعده أيضًا) في تأسيس ونشاطات مجموعة من الجماعات منها:
1. جماعة الإخوان المسلمين في مصر.
2. جماعة الإخوان المسلمين في الأردن.
3. سرية أبو عبيده التي مثلت جماعة الإخوان المسلمين بالأردن في معارك فلسطين 1948 م. وكان مقرها في قرية (عين كارم- القدس).
4. جمعية الثقافة الإسلامية – عمان.
5. الكلية العلمية الإسلامية – عمان.
6. رابطة العلوم الإسلامية –عمان.
7. كلية الشريعة –عمان.
8. جمعية المركز الإسلامي.
9. جمعية السلط الخيرية – عمان.
10. الجمعية الخيرية الإسلامية – السلط.
11. جمعية التربية الإسلامية – الزرقاء.
12. جمعية البر بأبناء الشهداء – عقبة جبر.
13. الجمعية الخيرية في وادي الأردن.
14. جمعية رعاية شؤون الحج.
15. جمعية رعاية شؤون السجناء.
16. جمعية الهلال الأحمر الأردني.
17. مدينة الحجاج – عمان.
18. المقبرة الإسلامية / أم الحيران –عمان.
19. المؤتمر الإسلامي لفلسطين بالقدس 1953 م.
20. المؤتمر الإسلامي في كراتشي – باكستان.
21. مؤتمر رابطة العالم الإسلامي – مكة المكرمة 1384 ه.
22. لجنة نصرة الجزائر.
23. لجنة نصرة الجنوب العربي.
24. لجنة نصرة الباكستان وكشمير.
25. لجنة نصرة ارتيريا.
26. أمانة العاصمة – عمان.
27. رابطة آل خير أبو قوره العائلية – عمان 1950 م.

## وفاته
توفى عبد اللطيف أبو قوره في العشر الأواخر من رمضان 1384 هـ الموافق 2/1/1967 م عن عمر يناهز الستين عاما.